# Forest Grove, Oregon
Forest Grove là một thành phố trong Quận Washington, Oregon, Hoa Kỳ, cách Portland 25 dặm Anh về phía tây.
Đại học Thái Bình Dương là khía cạnh đặc trưng nhất trong suốt lịch sử của thị trấn. Lúc đầu là một thị trấn nông thôn nhỏ, bây giờ chính yếu là một vùng ngoại ô của Portland. Dân số theo điều tra năm 2000 là 17.708. Ước tính năm 2007 là 20.775 cư dân.

## Lịch sử

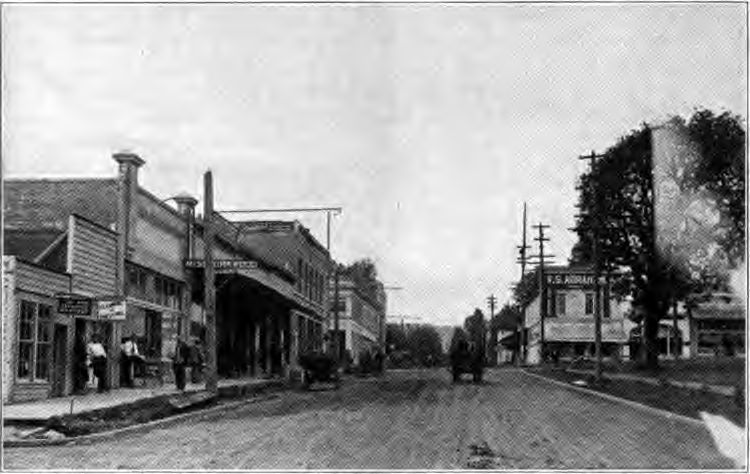
Phố Pacific khoảng năm 1920

Forest Grove ban đầu được Alvin T. và Abigail Smith thành lập như một khu định cư dành cho nông nghiệp. Họ là những người định cư đầu tiên nhất sử dụng Đường mòn Oregon. Họ trải qua mùa đông cùng với Henry Harmon Spalding khi đến nơi mà ngày nay là Forest Grove vào mùa thu năm 1841. Dự định của họ là truyền giáo nhưng họ nhận thấy ít tiềm năng vì đa số dân bản địa chống chịu không nổi những căn bệnh của người châu Âu. Theo sách Địa danh Oregon, cái tên Forest Grove đã được chọn vào ngày 10 tháng 1 năm 1851 trong một cuộc họp các ủy viên quản trị Học viện Tualatin (sau đó được biết với cái tên Đại học Thái Bình Dương). Có lẽ ủy viên quản trị J. Quinn Thornton đề nghị cái tên này. Trước khi cái tên Forest Grove được thông qua, phần đất đó của quận được biết với cái tên là Đồng bằng Tây Tualatin. Các trạm bưu điện trước đây trong khu vực được gọi tên là Đồng bằng Tuality và Tualatin. Thành phố được thành lập vào năm 1850 và được hợp nhất năm 1872.
Có 10 tòa nhà nằm trong danh sách National Register of Historic Places và một khu gồm toàn bộ 18 dãy phố (Khu Clark) có nhà cửa được xây vào năm 1854, và hàng tá trước năm 1900.
Chương trình truyền hình Nowhere Man đã được quay tại Forest Grove nhiều lần.

## Địa lý
Forest Grove nằm ở vị trí 45°31′17″B 123°6′32″T / 45,52139°B 123,10889°TĐã đưa tham số không hợp lệ vào hàm {{#coordinates:}} (45.521372, -123.108759).1 Nó nằm bên rìa phía tây của Vùng đô thị Portland và Thung lũng Willamette.
Theo Cục điều tra dân số Hoa Kỳ, thành phố có tổng diện tích 4,7 dặm vuông Anh (12,3 km²) trong đó có 4,6 dặm vuông (11,9 km²) là đất và 0,1 dặm vuông (0,3 km²) hay 2,75% là nước.

## Giáo dục
Điểm nổi bật của Forest Grove là Đại học Thái Bình Dương (Pacific University), một đại học tư.
Forest Grove cũng như Cornelius, Gales Creek, và Dilley là một phần tử của Học khu Forest Grove.

## Thành phố kết nghĩa
Forest Grove có hai thành phố kết nghĩa và cả hai đều ở Nhật Bản:
- Nyuzen, Nhật Bản
- Yoshikawa, Nhật Bản